# Setzkasten

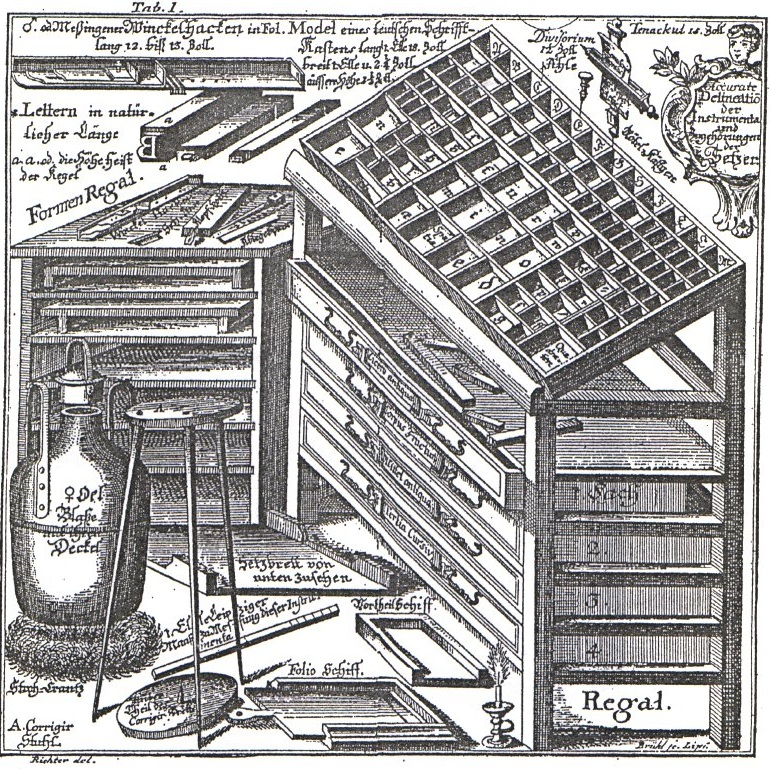
Setzkasten aus dem 18. Jahrhundert

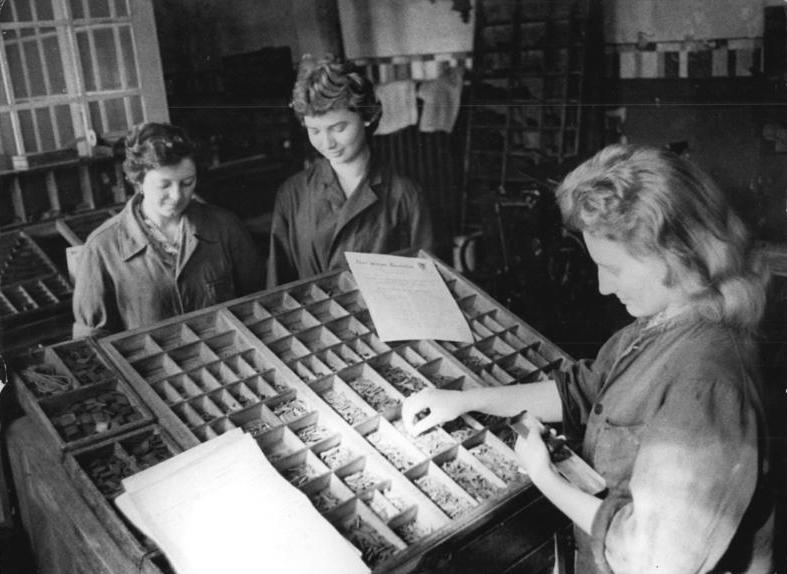
Lehrlinge beim Setzen eines Informationsblattes, 1958

Der Setzkasten ist ein in der Handsetzerei verwendeter Sortierkasten für Lettern im Bleisatz.
Setzkästen (oder einem Setzkasten ähnliche Miniregale, die dann ebenfalls Setzkästen genannt werden) verwendet man auch häufig bei der Wohnungseinrichtung zur Ausstellung von vielerlei kleinen Objekten wie z. B. Figuren.
Ein Setzkasten enthält immer nur Typen derselben Schriftart, Schriftgröße und des Schriftschnitts. Außer den Schriftzeichen enthält der Kasten auch nicht druckendes Material, das Blindmaterial, bestehend aus Quadraten, Gevierten und Spatien für die Wort- und Zeichenabstände.  Die Größe der Fächer und die Anordnung der Typen darin richten sich nach der durchschnittlichen Häufigkeit, mit der bestimmte Typen im Text verwendet werden. Deshalb unterscheidet sich die Anordnung und Ausprägung je nach Sprachraum. Als „Fische“ wurden irrtümlich abgelegte Lettern im falschen Fach des Kastens und als „Zwiebelfische“ die falsch abgelegten Lettern aus einer anderen Schriftart oder eines Schriftschnitts bezeichnet.
In Deutschland wurde die Einteilung nach DIN 16502 festgelegt. Die DIN 16502 Schriftkasten; Anordnung und Belegung der Fächer ist allerdings ersatzlos zurückgezogen worden und nicht mehr aktuell. Der Antiquakasten besitzt 125 Fächer, deren Größe sich nach der Verwendungshäufigkeit richten. Es gibt elf ganze Fächer (z. B. für e und n), 40 halbe (z. B. für h und l) und 72 Viertelfächer (etwa für Zahlen). Dazu noch ein Drittelfach (Ein-Punkt-Spatium) und ein Zweidrittelfach (Buchstabe i). Diese Aufteilung gilt für Schriften der Gruppen I–VI nach DIN 16518 zur Schriftenklassifikation. Bei den Kästen für gebrochene Schriften entfallen die Akzentbuchstaben und es werden 21 Viertelfächer frei für Reservelettern oder in der Gruppe X für Ligaturen. Die Kästen für Schriften der Gruppen VII–IX und XI halten sich oft nicht an die Norm der Belegung. Die Anzahl der Fächer kann sich auf 116 reduzieren.
Die Schriftkästen werden noch in der Größe unterschieden:
- Brotschriftenkasten oder Großer Schriftkasten in rechteckiger Form mit zum Beispiel 96 cm Breite, 61 cm Tiefe und 5,2 cm Kastenhöhe,
- Standardkasten oder Kleiner Schriftkasten in annähernd quadratischer Form mit zum Beispiel. 66 cm Breite, 61 cm Tiefe und 4,3 cm Kastenhöhe,
- Titelschriftkasten auch Steckschriftenkasten in etwas kleinerem Format zum Beispiel mit 27 cm Breite, 61 cm, seltener 45 cm Tiefe, und 4,3 cm Kastenhöhe. In diesen Kästen werden die Lettern meist nicht in einzelne Buchstabenfächer abgelegt, sondern in alphabetischer Folge in Reihe eingesteckt.

Die meisten Setzkästen können wie eine Schublade in ein Regal oder einen Schrank eingeschoben werden, daher sind sie an der Vorderseite meist mit einem entsprechenden Griff versehen, häufig auch einem Metallrahmen in den ein Etikett mit der Bezeichnung der im Kasten enthaltenen Schrift eingesetzt werden kann.

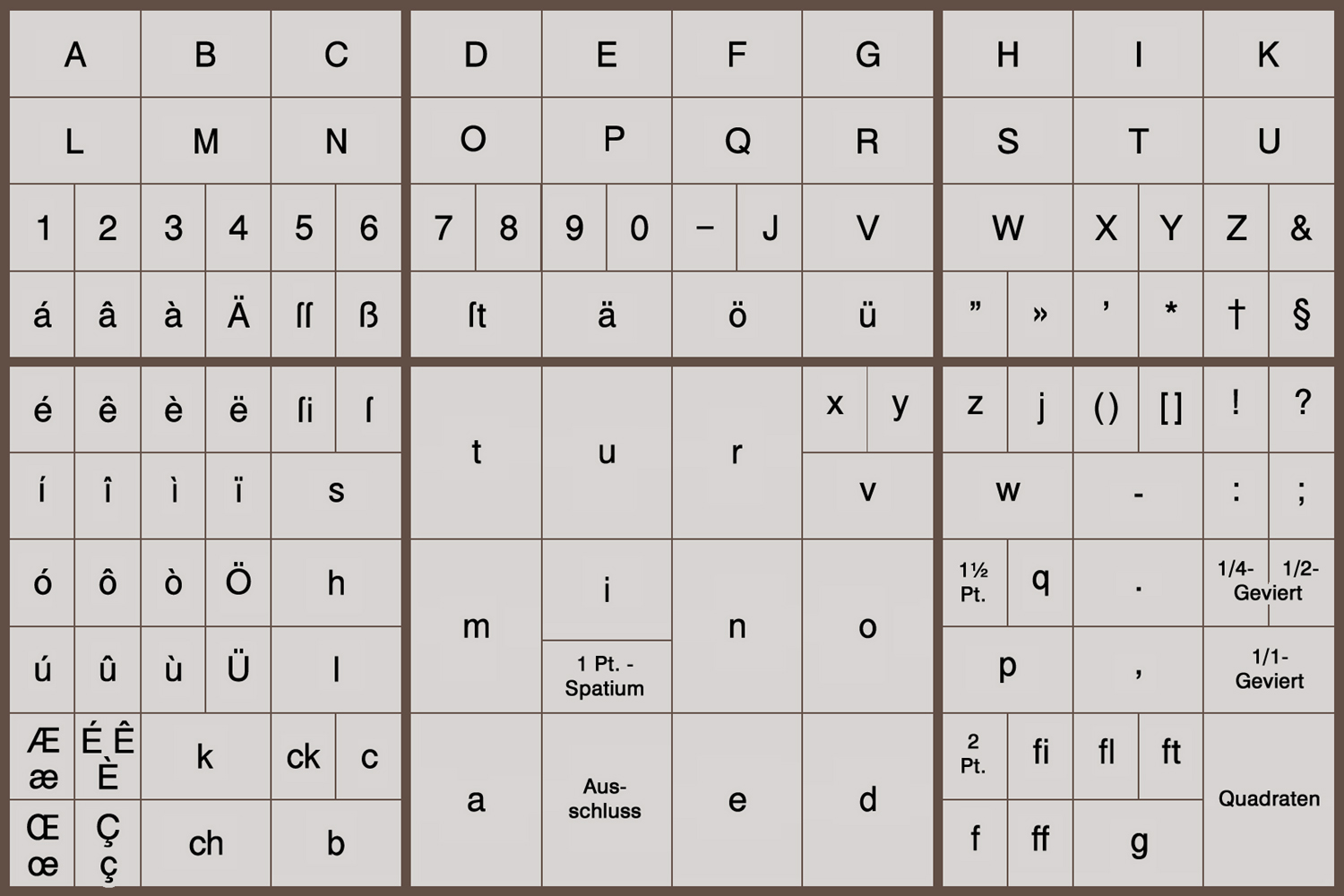
Belegungsschema Setzkasten für Antiqua-Schriften (125 Fächer)
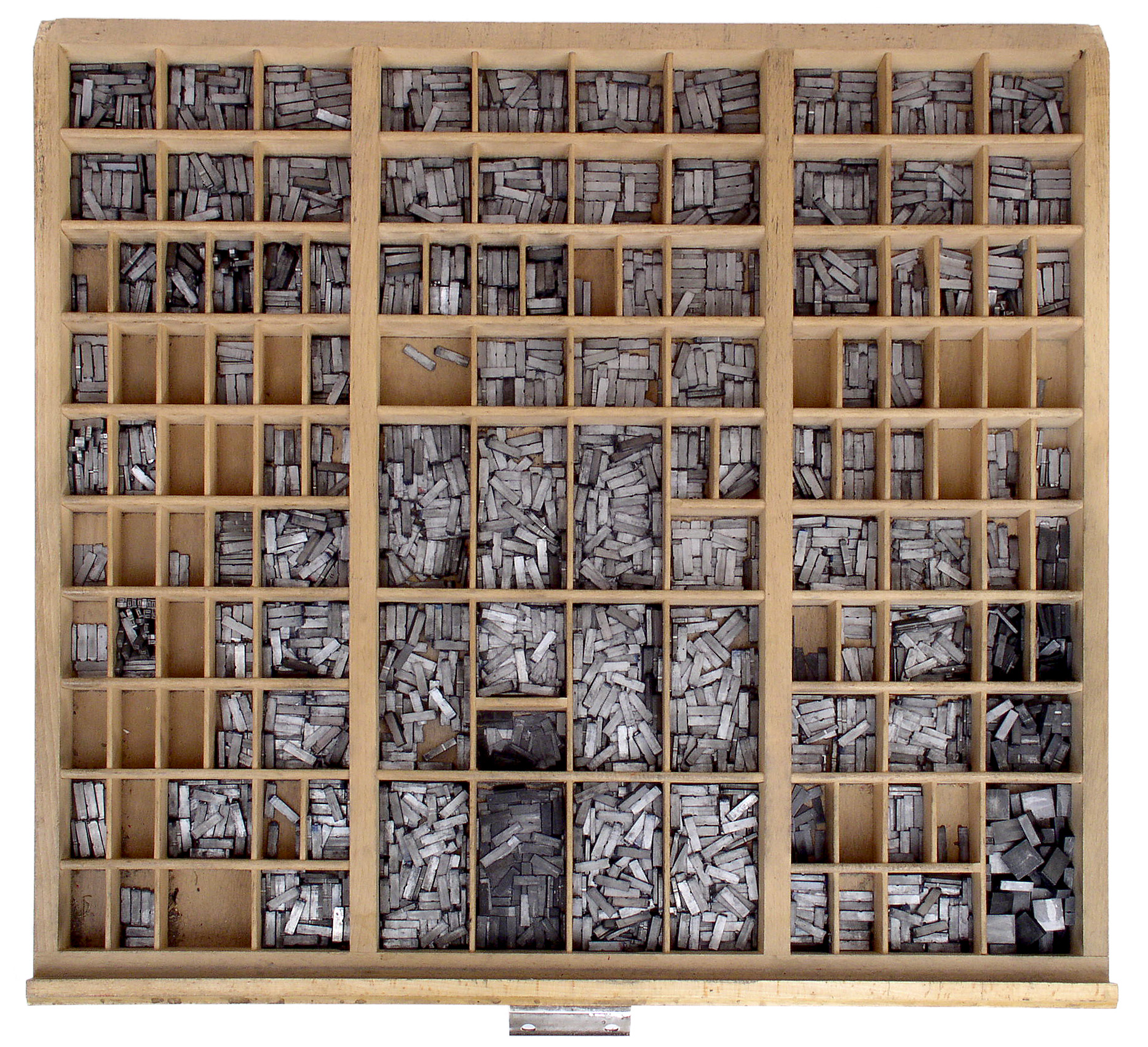
Antiqua-Setzkasten gemäß der DIN-Belegung
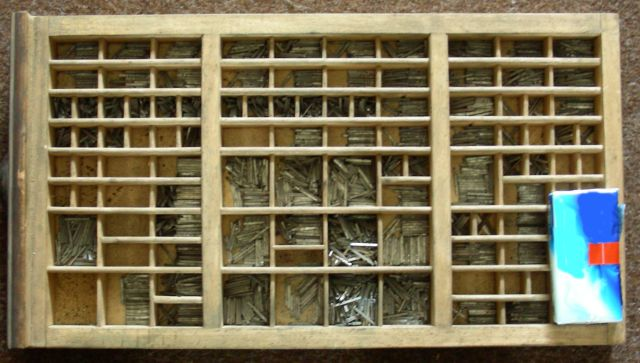
Antiquakasten im Steckschriftkasten-Format
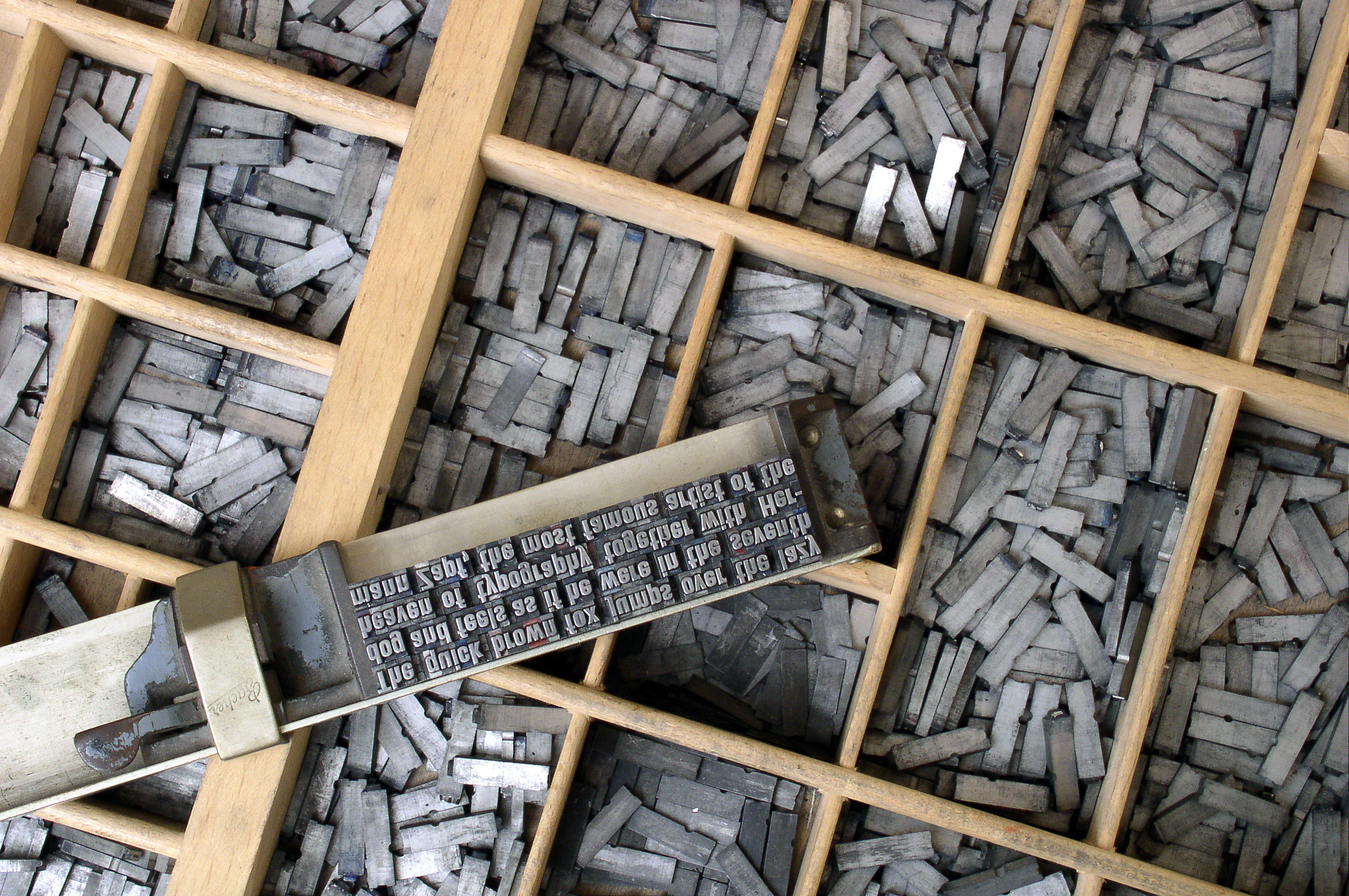
Gefüllter Setzkasten mit Winkelhaken
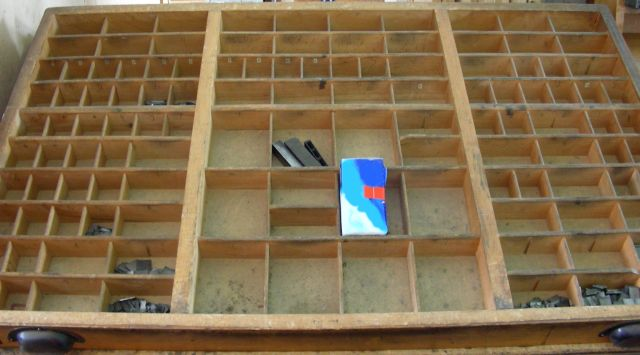
Leerer Antiquakasten im Brotschriftkasten-Format
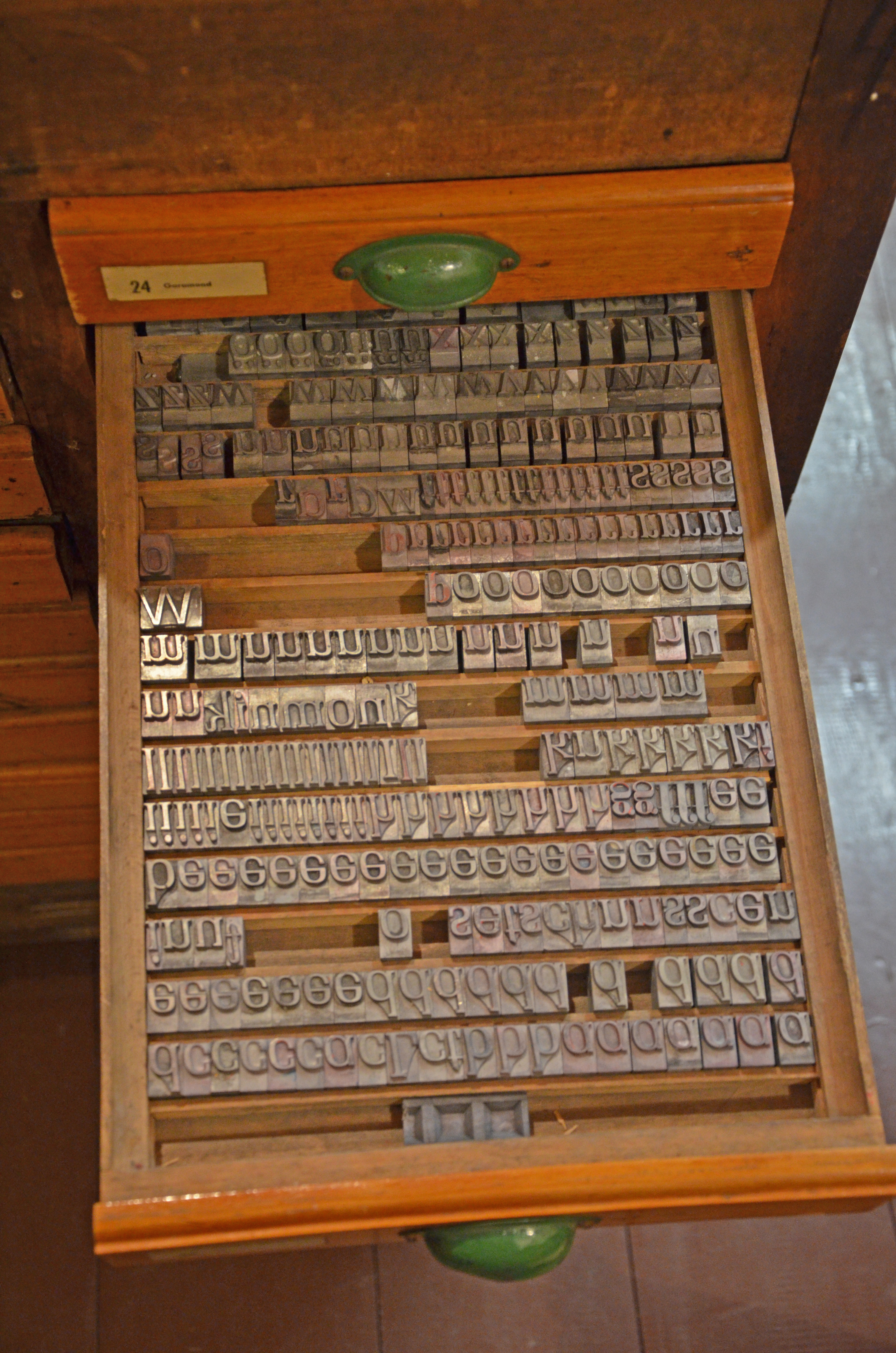
Steckschriftkasten mit Antiqua-Schrift

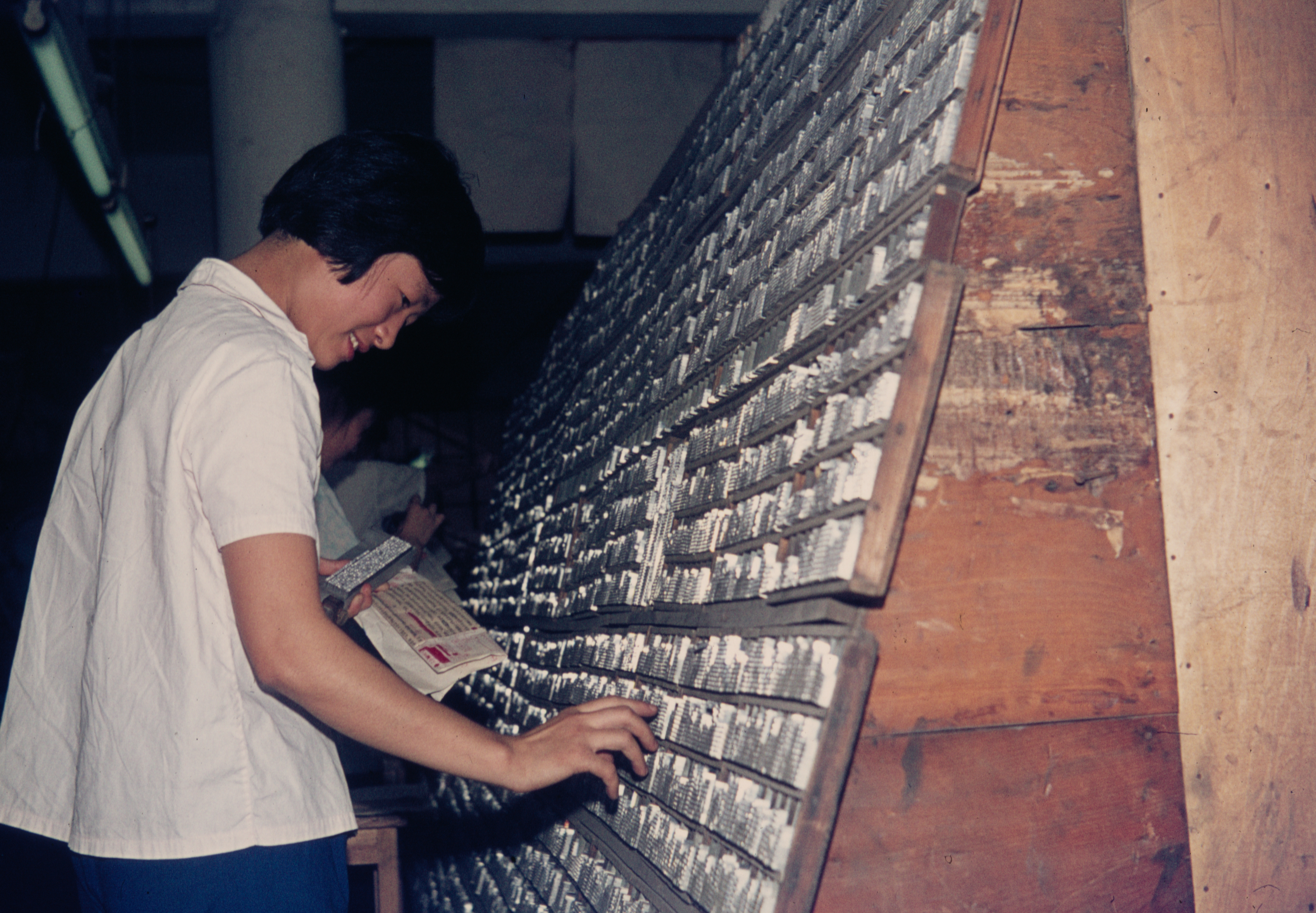
„Setzkasten“ für chinesische Schriftzeichen in einer Druckerei in Shanghai, 1976

Ein guter Schriftsetzer kann aus einem Brotschriftkasten etwa 1200 bis 1500 Buchstaben pro Stunde setzen. Die „Produktivität“ eines Schriftsetzers reduziert sich jedoch, wenn man die Zeit berücksichtigt, die er nach dem Druck zusätzlich für das „Ablegen“ der Bleisatzlettern zurück in den Setzkasten benötigt.
Durch fast vollständige Abkehr vom Bleisatz und die Umstellung auf neue Drucktechniken wurden die meisten Setzkästen ausgemustert. Erhaltene Exemplare dienen heute Sammlern zur Aufbewahrung und Ausstellung kleiner Gegenstände, sie werden dazu meist wie ein Regal hochkant an der Wand aufgehängt. Zu diesem Zweck hergestellte Nachbauten werden oft auch als „Setzkasten“ bezeichnet, sind aber meist wesentlich einfacher und aus dünnerem Material hergestellt als die echten Setzkästen und bereits von vorneherein zum Aufhängen bestimmt.

## Sonstiges
Als Setzkasten wird auch ein im Jahr 1835 von Johann von Hermann erfundenes Unterrichtsmittel bezeichnet, das heute noch im elementaren Sprachunterricht verwendet wird: ein Kästchen, das mehrfach die einzelnen Buchstaben auf Karton- oder Plastikplättchen enthält, mit einer Vorrichtung, in der diese Buchstaben zu Wörtern zusammengesteckt werden können.